# Daniel Anglés-Alcázar
Daniel Anglés-Alcázar é um cientista norte-americano. É membro do Centro de Exploração Interdisciplinar E Pesquisa em Astrofísica (CIERA) da Universidade Northwestern.

## Biografia
Cientista do campo da astrofísica, Anglés-Alcázar tem doutorado pela Universidade do Arizona. Em 2017, descobriu em conjunto com outros astrofísicos da Universidade Northwestern que metade da matéria da Via Láctea vieram de outras galáxias distantes. Através de simulações de supercomputadores, os astrofísicos descobriram como as galáxias adquiriram matéria: a transferência intergaláctica. As explosões de supernovas expulsam grandes quantidades de gás das galáxias, fazendo com que os átomos fossem transportados de uma galáxia para outra, através de fortes ventos galácticos.

## Publicações
- The impact of environment and mergers on the H I content of galaxies in hydrodynamic simulations[7]
- Torque-limited Growth of Massive Black Holes in Galaxies Across Cosmic Time[7]
- On the shape of the mass-function of dense clumps in the Hi-GAL fields. II. Using Bayesian inference to study the clump mass functions[7]
- Cosmological Zoom Simulations of z = 2 Galaxies: The Impact of Galactic Outflows[7]
- Black Hole-Galaxy Correlations without Self-regulation[7]